# Адвентистский университет Западной Африки
Адвентистский университет Западной Африки (англ. Adventist University of West Africa, AUWA) — это частная христианская школа высшего образования совместного обучения, управляемая Церковью адвентистов седьмого дня в Либерии. Университет расположен в Шиффелине в 35 км к востоку от Монровии, Либерия.
Университет — часть системы образования адвентистов седьмого дня, второй по величине христианской системы образования в мире.

## История
Университет учреждён в 2003 году. Школа медсестер Адвентистского университета Западной Африки начала занятия в 2011 году на территории кампуса адвентистской средней школы.  В 2012 году был заложен фундамент, были проведены первые студенческие выборы, и школа медсестер переехала на свое постоянное место.  В 2018 году состоялся четвёртый выпуск университета, а основным докладчиком на выпускном вечере стала вице-президент высшего учебного заведения — Джуэл Ховард Тейлор.  В 2019 году школа медсестер была аккредитована Советом по сестринскому делу и акушерству Либерии.